# Dinosaurier
Dinosaurier, även kallade skräcködlor eller jätteödlor (vetenskapligt namn: Dinosauria), är en stor grupp reptiler som tillhör gruppen härskarödlor (Archosauria) och som oftast behandlas som en överordning. Absoluta merparten av grupperna levde endast under mesozoikum, den era som omfattar de geologiska perioderna trias, jura och krita. De tidigaste dinosaurierna utvecklades för ungefär 230 miljoner år sedan. De flesta utvecklingslinjer av dinosaurier dog ut i och med den omfattande massdöd som inträffade för cirka 65,5 miljoner år sedan (krita/tertiär-gränsen). Den enda utvecklingslinje av dinosaurier som överlevde var fåglarna.
I traditionell taxonomi betraktas fåglarna som den egna klassen Aves, men i den modernare fylogenetiska ses de som en orankad klad inom theropoderna, detta eftersom grupper borde betraktas som en utvecklingslinje och att fåglarna måste inräknas i gruppen Dinosauria för att undvika parafyli. Även om fåglarna representerar levande dinosaurier fokuserar den här artikeln främst på de utdöda arterna som befolkade planeten under mesozoikum.

## Etymologi
Namnet Dinosauria kommer av klassisk grekiska: δεινός + σαῦρος, deinos + sauros, ungefär: ”fruktansvärda eller förskräckliga ödlor”, i anseende på flertalets väldiga storlek (”stor-ödlor”), och användes första gången 1842 av Richard Owen för att beskriva olika typer av vad han trodde var stora ödlor. Detta namn togs snabbt upp av olika språk och avleddes för att passa språket i fråga.
Namnet dinosaurie är belagt i svenskan för första gången 1845, i Kungliga Vetenskapsakademiens ”Årsberättelser om vetenskapernas framsteg”. I en svensk dagstidning dyker namnet upp först i Stockholms Dagblad 4 april 1876.
| ” | Dock fanns det en tid, då även ödlor hade hälen, i det närmaste så som fåglarna hava den än idag. I den mesozoiska tiden, då trias-, jura- och kritaformationernas lager bildade sig, levde en egendomlig grupp utav kräldjur, som fått namnet Dinosaurier (stor-ödlor) till en erinran om flertalets väldiga kroppsstorlek. | „ |
| – Prof:r F. A. Smitts föredrag i zoologi (4 april 1876). ”K. Vetenskapsakademiens högtidsdag, den 31 mars”. Svenska Dagbladet: s. 3. https://tidningar.kb.se/n60cgzb02b30mfx/part/1/page/3?q=dinosaurier. Läst 2 juli 2024., moderniserad stavning | |   |

## Systematik
Dinosaurierna definieras idag som den monofyletiska gruppen bestående av den senaste gemensamma förfadern till fåglarna, Diplodocus carnegii och Triceratops horridus och alla ättlingar till denna. Detta är alltså en nodbaserad definition. Fåglarna är således per definition dinosaurier.
Systematiskt tillhör dinosaurierna en reptilgrupp som kallas härskarödlor (Archosauria). Små reptiler besläktade med de äldsta dinosauriernas närmaste förfäder gav upphov till krokodilerna som är den enda familjen med stora reptiler som överlevt bland arkosaurierna. Krokodilerna ansågs länge vara dinosauriernas närmaste nuvarande levande släktingar men upptäckten av fåglarnas släktskap skakade om den här idén. Fåglarna utvecklades ur medlemmar i gruppen maniraptorer, en av flera familjer inom coelurosaurier (en av två stora undergrupperna av köttätande dinosaurier) och de första arterna var relativt lika dromeosauriderna, vilket även är en av de icke-aviska dinosaurigrupper som är närmast besläktad med fåglarna.
Ett vanligt missförstånd är att diverse flygande reptiler (pterosaurier) och havslevande reptiler (fisködlor, mosasaurier, pliosaurier och plesiosaurier) också är dinosaurier. Men alla dinosaurier (förutom fåglar) var landdjur även om de var släkt med ovannämnda djurgrupper, pterosaurierna var i synnerhet nära släktingar. Moderna (och utdöda) fåglar, vilka också är dinosaurier, finns i både marina miljöer (pingviner, hesperorner) och som luftburna arter. Ett annat förhistoriskt djur som ofta felaktigt kallas för en dinosaurie är synapsiden Dimetrodon.
Det finns cirka över 1000 kända släkten av dinosaurier. Hur många arter och släkten av dinosaurier som levde och dog ut under mesozoikum vet ingen, men det handlar förmodligen om många tiotusentals arter, kanske till och med hundratusentals.

### Ornithoscelider och saurischier
Dinosaurierna utvecklades i två stora grupper kallade ödlehöftade dinosaurier (Saurischia) och fågelhöftade dinosaurier (Ornithischia).
Ornithosceliderna är den enda gruppen som överlevde mesozoikum (genom fåglarna) och inom gruppen återfinns bland annat en stor majoritet av de köttätande dinosaurierna. Ornithoscelida delas upp i grupperna Theropoda och Ornithischia. Theropoderna innehåller ett flertal varierande grupper och släkten, från de små Alvarezsaurierna och fåglarna till de underliga Therizinosaurierna och de berömda och skräckinjagande Tyrannosauriderna. Alla kända ornithischier var växtätare och många var fyrbenta. Underordningerna som klassas in under Ornitischia inkluderar Ornithopoderna (djur såsom Iguanodon och Parasaurolophus), Marginocephalia (exempelvis Triceratops och Pachycephalosaurus) och Thyreophora (Stegosaurierna och Ankylosaurierna).
Saurischierna inkluderar Sauropodomorpha och Herrerasauridae. Sauropodomorpha inkluderar "prosauropoder" och sauropoder, de största landlevande djuren som någonsin funnits på planeten. Herrerasauridae är en mindre grupp tidigare köttätande dinosaurier mycket lika theropoderna, men inte närbesläktade.
Traditionellt brukade dinosaurierna delas in i ordningarna Saurischia (innehållandes theropoder och sauropodomorpher) och Ornithischia baserat på bäckenbenens utseende, men en studie genomförd 2017 baserad på tidiga dinosaurier ur varje grupp visade att denna indelning inte nödvändigtvis var korrekt och föreslog istället att Saurischia endast skulle innehålla Sauropodomorpha och herrerasauridae och att Theropoda skulle placeras in som systergrupp till Ornithischia under den nya indelningen Ornithoscelida.

### Fåglarna
Dinosaurier är den mest framgångsrika djurgrupp som någonsin levt på land. I närmare 160 miljoner år dominerade de livet på land men plötsligt dog alla större grupper ut för 65 miljoner år sedan tillsammans med 65–70 % av alla andra då existerande djurgrupper. Det är dock fullständigt vetenskapligt bekräftat att dinosaurierna överlevt till nutid i form av fåglarna.
Både biologer och paleontologer har länge misstänkt att fåglarna härstammar från dinosaurierna. Teorin lanserades redan i mitten av 1800-talet. 1861 upptäcktes Archaeopteryx, som levde under yngre jura för 150–140 miljoner år sedan. Djuret hade många kräldjursdrag, som en käke med tänder, en lång svans och tre stycken klor på varje vinge. Den var också fjäderklädd. Man vet inte säkert om den kunde flyga eller inte. Huruvida djuret var en dinosaurie eller fågel diskuterades länge. Idag anses Archaeopteryx vara en dinosaurie i familjen Archaeopterygidae, mycket närbelägen de första fåglarna. Upptäckten ledde till att man började se theropoderna som fåglarnas direkta förfäder.
Från 1920-talet och 40 år framåt trodde emellertid paleontologerna att fåglarna och dinosaurierna hade en gemensam förfader men att de sedan utvecklats var för sig. Dinosaurierna var med andra ord inte fåglarnas ”stamfader”. Denna teori som fick gehör var den gällande teorin för fåglarnas ursprung kommande decennierna. På 1960-talet dök det dock upp nya fynd.
Dromeosauriderna tillhörande kladen coelurosaurier (en mycket framgångsrik grupp theropoder) hade skelett som var så lika fåglarnas att det är mycket svårt att hitta seriösa argument mot att dessa dinosaurier skulle vara nära släkt med dagens fåglar. Velociraptor, Deinonychus, Utahraptor med fleras skelett var så lika fåglar att vissa forskare till och med hävdar att dessa dinosaurier och andra avancerade coelurosaurier borde klassas som fåglar. På senare tid har man hittat dinosaurier med bevarade fjädrar bland såväl dromeosauriderna som andra coelurosaurier. Dessa fynd ansågs tidigare vara det dittills starkaste beviset på att fåglarna är ättlingar till dinosaurierna. De senaste fynden av befjädrade dinosaurier visar att några "äkta" dinosaurier trots allt kanske kunde flyga. Om det kan bekräftas blir gränsen mellan dinosaurie och fågel än mer otydlig och ger ännu mer stöd för att uppfatta fåglarna inte bara som dinosaurieättlingar, utan som faktiska medlemmar av gruppen dinosaurier.
I april 2008 presenterades nya forskningsresultat från ett forskarteam från USA. Genom att isolera och jämföra proteiner från ett 68 miljoner år gammalt Tyrannosaurus rex-skelett och jämföra dem med samma proteiner från såväl flera fågelarter som nu levande reptiler fann man mycket större likheter med samma proteiner från fåglar än krokodiler och andra reptiler. Därför anser forskarteamet att man har starka bevis på att Tyrannosaurus rex och andra coelurosaurier är mycket närmare släkt med fåglarna än med exempelvis en krokodil. Detta är ett av de klart bättre bevisen hittills på att fåglarna utvecklades ifrån och är dinosaurier, då man tidigare bara kunde hänvisa till de många anatomiska likheterna mellan coelurosaurier och moderna fåglar.
Tidigare ifrågasattes kopplingen mellan fåglar och dinosaurier med att fågellika dinosaurier såsom Deinonychus och Oviraptor uppträdde miljontals år efter exempelvis Archaeopteryx. Dock fanns fågellika dinosaurier redan under Archaeopteryx tid, däribland maniraptorer (samma grupp som Deinonychus, Oviraptor och andra fågellika arter ingår) såsom Ornitholestes och Compsognathus. Därför verkar dromaeosaurier likt Deinonychus dela gemensamma förfäder med fåglarna, vilka i sin tur har utvecklats ur och är maniraptorer. I stort sett alla seriösa forskare är idag övertygade om att fåglarna är avkomlingar till små köttätande dinosaurier på grund av den rad anatomiska likheter och andra bevis.

### Evolution

#### Ursprung
De första arkosaurierna, den reptilgrupp som alla dinosaurier hörde till, dök upp i slutet av den geologiska tidsperioden Perm. Tidiga arkosaurier var dominerande bland stora landlevande livsformer fram till mellersta Trias då de efterföljande dinosaurierna övertog ett flertal av de ekologiska nischerna. De arkosaurier som var närmast besläktade med de första dinosaurierna var exempelvis Marasuchus och Lagerpeton.
Gruppen synapsida (så kallade "däggdjursliknande reptiler") hade dominerat livet på land i åtminstone 50 miljoner år innan de första dinosaurierna dök upp, men hade lidit svårt under det massutdöende som separerade tidsperioderna Perm och Trias. De första dinosaurierna dök upp under sen Trias, för ungefär 230 miljoner år sedan, 20 miljoner år efter Perm-trias-utdöendet. Under den här tiden hängde allt land tillsammans och bildade superkontinenten Pangea. Fossil av tidiga dinosauriearter påträffas därmed ofta över hela världen, i synnerhet i Sydafrika och Argentina. Trots synapsidernas reducerade antal så nådde dinosaurierna inte dominans förrän under Juraperioden. Detta berodde på att andra grupper arkosaurier, däribland Aetosaurier och Rauisuchier (såsom Postosuchus) redan hade uppnått dominans i ekosystemen på land.
Trots tidigare teorier om att dinosauriernas framgång hade berott på en rad faktorer, däribland deras effektiva andningssystem och deras upprätta hållning (vilken på sätt och vis existerade i de andra dominanta arkosaurierna också) så var det ännu ett massutdöende, Trias-jura-utdöendet, som öppnade upp de ekologiska nischerna och tillät dinosaurierna att diversifieras in i den myriad former som vi känner till idag.

#### Trias
Dinosaurierna har sitt ursprung i och ingår i reptilgruppen Archosauria. De första dinosaurierna var små och lättbyggda, mellan 3 och 4,5 meter långa, och gick på två fötter. Alla tidiga former som hittats än så länge med fossil som tillåter att slutsatser dras om deras diet har varit antingen köttätare eller asätare. De första kända växtätande dinosaurierna dök inte upp förrän 5 miljoner år senare. Det äldsta fossilet som tros tillhöra en dinosaurie, även om dess position är omdiskuterad på grund av dess fragmentariska kvarlevor, är Nyasasaurus som hittats i avlagringar i Tanzania som daterats till att vara 243 miljoner år gamla. De flesta tidiga dinosaurierna, såsom Herrerasaurus och Coelophysis var små, snabba köttätare. Dinosaurierna var vid den här tiden inte särskilt vanliga.
Det är omtvistat om Theropoderna eller Sauropodomorferna (i form av "prosauropoderna") var den första gruppen att utvecklas. Någon av dessa grupper gav sedan upphov till de första ornitischierna närmare slutet av Trias.

#### Jura
Många nya grupper av dinosaurier, i synnerhet Thyreophorerna och ett flertal grupper theropoder, sauropodomorfer och ornithopoder hade sitt ursprung under Juraperioden.
Fåglar utvecklades med stor sannolikhet från små theropoder under yngre jura, cirka 150 miljoner år sedan. Fjädrar utvecklades hos framförallt Theropoderna, men fjädrar (eller homologa strukturer) har även upptäckts i andra grupper, inklusive Ceratopsierna (i form av kritatida Psittacosaurus) och Ornithopoderna (i form av Kulindadromeus).

#### Krita
Ornithischierna var i minoritet under jura men under krita uppträdde en rad nya familjer och sauropoderna som dittills varit de dominerande växtätarna trängdes tillbaka allt mer på norra halvklotet. Hadrosaurider och ceratopsier blev dock riktigt vanliga först under den senare delen av Krita och då började kontinenterna anta de positioner de har idag. Tack vare kontinentalrörelser som sänkte delar som tidigare varit landbryggor nådde aldrig anknäbbsdinosaurierna och ceratopsierna de sydliga kontinenterna (Sydamerika, Afrika, Australien och Antarktis). Det innebar att sauropoderna fortsatte att vara de dominerande växtätarna där ända fram till slutet av Krita. Giganter som Argentinosaurus och Andesaurus levde under senare delen av krita.
Bortsett från "prosauropoderna" som dog ut i mitten av jura samt stegosaurierna som knappt överlevde in i Krita överlevde samtliga grupper fram till slutet av krita för 65 miljoner år sedan.

#### Kenozoikum
Dinosaurierna fortsatte utvecklades igenom hela Kenozoikum till modern tid i form av fåglarna och finns än idag i tusentals arter, många fler än det finns däggdjur.

## Paleobiologi

### Storlek
Dinosaurierna varierade kraftigt i storlek, från de gigantiska sauropoderna till de minsta djuren, som inte var större än kycklingar. Till och med för dinosauriestandard, var många av sauropoderna gigantiska. Även de minsta sauropoderna var bland de större djuren i sitt habitat. Det fanns även mycket små dinosaurier, däribland Microraptor, Parvicursor och Saltopus som var alla under 60 centimeter långa.

## Paleoekologi
Att ta reda på hur djur levde som dog ut för tiotals miljoner år sedan är naturligtvis inte lätt. De enda spår som finns efter dinosaurierna är i form av olika fossil. Förutom de fossiliserade benen har man även hittat spårfossil i form av fotspår och avföring, och fossil av ägg, fjädrar och mjukdelar i form av skinn. Tack vare växtfossil i likåldriga lager kan man se hur miljön runt dinosaurierna såg ut.
Från slutet av trias fram tills dinosauriernas död var nästan varje landlevande djur som var över 1 meter långt en dinosaurie, bortsett från de halvt vattenlevande krokodilerna. Precis som i dagens ekosystem fanns det växtätare som jagades av köttätare. Det är enkelt för forskare att se vilka som var vilka baserat på deras tänder då rovdjurständer och tänder anpassade för att hantera växtmaterial ser olika ut och kan jämföras med moderna djurs tänder. Växtätande dinosaurier var mycket talrikare än de rovdinosaurier som jagade dem. Såväl fotspår som fynd av många dinosaurier, i synnerhet växtätande arter, som dött tillsammans visar att många dinosaurier kan ha varit flockdjur.

### Försvar

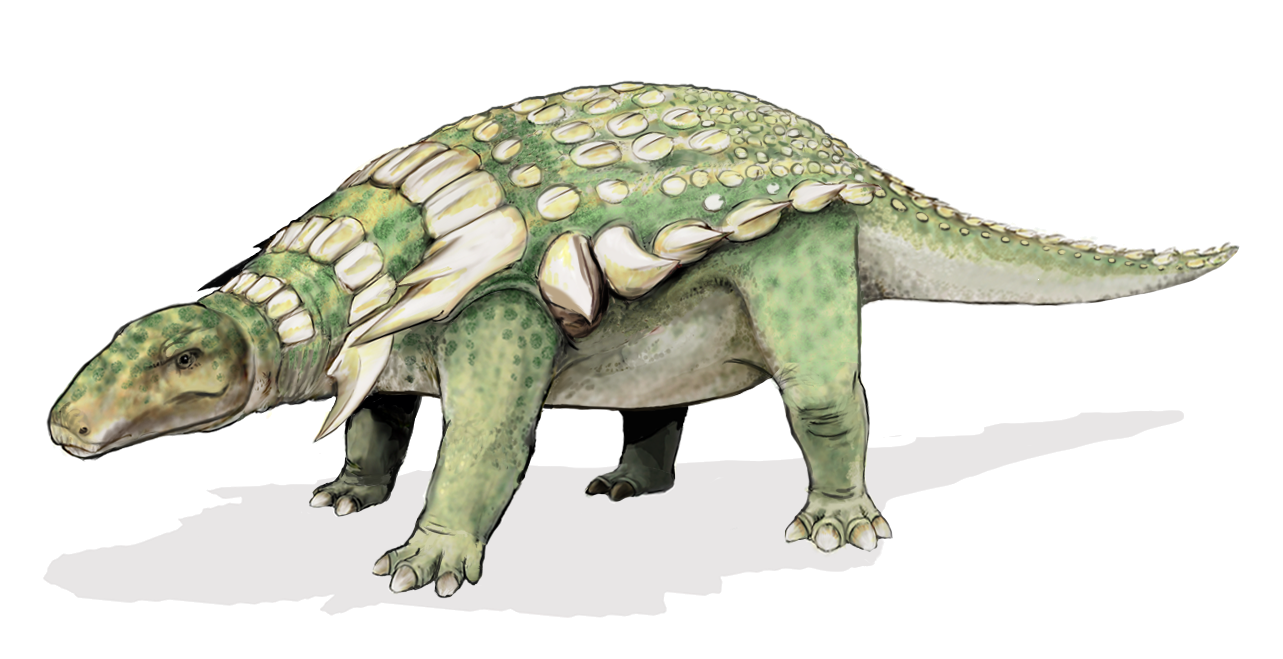
Edmontonia, en bepansrad ankylosaurie.

Förutom att leva tillsammans utvecklade olika växtätare olika sätt att skydda sig mot rovdinosaurier. Sauropoderna blev enormt stora och vuxna individer hos många arter hade varit svåra att döda även för de största rovdjuren i deras habitat. Hadrosauriderna (”anknäbbsdinosaurier”) tros ha utvecklat god syn och hörsel som varnade dem i förväg. Möjligen kunde dessa djur också framkalla högljudda brölanden som varnade andra djur i deras närhet. Andra växtätare, främst stegosauriderna och ceratopsierna, utvecklade mer aktiva sätt att försvara sig. Ceratopsierna hade långa horn och stegosauriderna hade hotfulla piggar långt ute på svansen. Ankylosauriderna försåg sig med ett pansarskal, likt enorma sköldpaddor samt i vissa fall svansklubbor kapabla att bryta ben. Slutligen var en del små växtätare mycket snabba och kunde springa ifrån rovdinosaurier.

### Fortplantning
Dinosaurierna lade ägg. Fynd visar att många dinosaurier byggde bon (i många fall till och med kolonier) för äggläggning. Man tror att vissa dinosaurier till och med hukade över äggen likt många fåglar, men om de ruvade eller bara skyddade äggen är inte känt. Fynd visar att den nyfödda avkomman troligen matades av föräldrarna eller andra nära släktingar som också försökte skydda ungarna mot predatorer. Fynd av fotspår gjorda av sauropoder visar att även när ungarna blev större skyddades de genom att placeras i mitten av flocken för att vara skyddade vid en attack från predatorer men det finns även fynd som visar att hjordens sammansättning när det kommer till ålder och position i hjorden varierade och att skydd av ungar inte var ett givet faktum. Dock verkar äldre vuxna sauropoder lett hjordarna och yngre individer följt dem.
Dessa resultat motsäger mycket man tidigare trodde om dinosaurierna som att de saknade ”socialt liv” och inte brydde sig om sin avkomma. Studier visar på många likheter med beteenden som återfinns bland dagens fåglar, vilket tolkas som ytterligare belägg på det nära släktskapet.

### Intelligens och anpassningsbarhet
Många paleontologer ansåg tidigare att dinosaurierna måste ha varit dåligt anpassade djur eftersom de alla dog ut. Dessa åsikter är idag helt omvärderade. Dinosaurierna anses idag vara en av de mest framgångsrika grupper ryggradsdjur som någonsin levt på land. Från slutet av trias (drygt 210 miljoner år sedan) fram tills utdöendet för cirka 65 miljoner år sedan dominerade de landlivet totalt på samtliga kontinenter. Framgången berodde i första hand på att dinosaurierna (tvärtemot vad man trodde i äldre tider) var mästare på att anpassa sig till nya livsvillkor som ständigt skiftade under mesozoikum.
Under den tidigare delen av 1900-talet ansågs djuren av vetenskapssamhället vara slöa och ointelligenta, kallblodiga djur. Dessa åsikter är idag också helt omvärderade. Dinosaurierna ses idag som aktiva djur, mycket aktivare än krokodiler, ormar och vanliga ödlor. De hade en utvecklad metabolism och mycket tyder på att många dinosaurier hade ett relativt aktivt liv.
Att uppskatta intelligens hos utdöda djur är ganska spekulativt, men man tror idag att många dinosaurier hade en viss hjärnkapacitet. Dromeosauriderna anses till exempel ha varit minst lika intelligenta som många fåglar, vilket man har kommit fram till genom att jämföra storleken på hjärnhålorna i deras skallar. Inte ens sauropoderna anses vara så ”tröga” som man kan tro, trots att hjärnan var ynkligt liten i förhållande till en individs storlek.

## Dinosauriefynd
Dinosaurier dominerade livet på land på alla kontinenter, även Antarktis. Även i Sverige har det gjorts fynd, om än tämligen få. Vid utgrävningar i skånska  Billesholm 2022, gjorde paleontologen Grzegorz Niedźwiedzki, ett av de senare fynden i Sverige. En grundläggande förutsättning för att hitta dinosauriefossil är att bergarterna som fossilen är inbäddade i bildades under mesozoikum när dinosaurierna levde. Nedan följer en kort genomgång av de fynd som gjorts på olika kontinenter.
- Europa: Detta var platsen de första dinosaurierna upptäcktes och beskrevs vetenskapligt, vilket skedde på 1820-talet. Man har gjort mycket rika fynd av dinosaurier från alla tre geologiska tidsperioder som dinosaurierna levde, framför allt i Väst- och Centraleuropa. Alla större grupper är representerade i någon form, även om vissa (i synnerhet Ceratopsierna) var få i antal.
- Nordamerika: Den kontinent där de allra flesta fynden av dinosaurier från alla de stora grupperna gjorts. USA är det enskilda land där man hittat flest dinosauriefossil, dock har det även gjorts en mängd fynd i södra Kanada. Nordamerika var några av de mest kända dinosauriernas hemvist – som till exempel Tyrannosaurus, Triceratops, Diplodocus, Brachiosaurus och Stegosaurus. Fynden från Nordamerika spänner över hela dinosauriernas era.
- Sydamerika: De första dinosaurierna i Sydamerika upptäcktes i slutet av 1800-talet och sedan dess har många intressanta fynd gjorts av såväl tidiga dinosaurier som väldiga sauropoder och stora karnivorer. Alla stora dinosauriegrupper (bortsett från ceratopsier och möjligen hadrosaurider (”anknäbbsdinosaurier”) tycks ha bebott kontinenten. Faktum är att under de senaste 15 åren har många av de mest spektakulära fynden gjorts i Sydamerika. Fynden inkluderar till exempel några av de största dinosaurierna som någonsin hittats och blivit vetenskapligt beskrivna, såväl bland herbivorer (Puertasaurus och Argentinosaurus) som karnivorer (Giganotosaurus och Mapusaurus).
- Afrika: Fynden är framförallt koncentrerade till Nordafrika och Östafrika samtidigt som kontinenten var hem för mängder med dinosauriefamiljer från hela dinosauriernas era. Bland fynden märks enorma växtätare som Paralititan, väldiga fiskätare som Spinosaurus och köttätare som Carcharodontosaurus, samt många tidiga dinosaurier från trias.
- Asien: Här har de flesta fynden, varvid det totala antalet är anmärkningsvärt, gjorts i tre regioner: Kina, Indien och Centralasien. Kontinenten beboddes av dinosaurier från alla stora grupper. Kina är näst USA det enskilda land där man hittat flest dinosaurier. Fossilen inkluderar lämningar från dinosaurier av alla storlekar och under 1990-talet hittade man för första gången dinosaurier med bevarade fjädrar, se Microraptor. Bland fynden kan också nämnas väldiga sauropoder som till exempel Mamenchisaurus, stora karnivorer som Yangchuanosaurus och hadrosaurier som Saurolophus. Centralasien med sina öknar, halvöknar och kärva klimat har visat sig vara en guldgruva för paleontologer. Mongoliet har världens största fyndigheter av dinosaurier från yngre krita. Bland fynden kan nämnas Therizinosaurus, Velociraptor och Tarbosaurus. I Indien har de flesta fynden gjorts av dinosaurier från yngre krita, även om man dessutom hittat äldre daterade fossil.
- Australien: Fynd på Australien visar att dinosaurier även bebodde polerna (då Australien under Mesozoikum satt ihop med Antarktis). Nämnvärda fynd inkluderar rovdinosaurien Australovenator, en rad sauropoder och den lilla ornithopoden Leaellynasaura.

## De större gruppernas försvinnande
Dinosauriernas välde över världen avslutades i slutet av krita för ungefär 66 miljoner år sedan, vid Krita-Tertiär-gränsen genom ett stort massutdöende. Det framstod länge som ett mysterium. Tillsammans med dinosaurierna dog också en mängd andra djurgrupper ut, som till exempel de stora flygödlorna och de havslevande plesiosaurierna och mosasaurierna. Totalt beräknas 65-70 % av alla då existerande djurgrupper ha försvunnit och av större djur (över 25 kg) försvann minst 90 %. Utdöendet slog minst lika hårt mot livet i havet som på land. De enda dinosaurier som överlevde massutdöendet var fåglarna som idag är den mest artrika gruppen av landryggradsdjur med nära 10 000 arter och således fortsätter representera dinosaurierna än idag.

### Tidiga och betvivlade teorier
Dinosaurier har varit kända sedan 1800-talet. Det dröjde dock ända tills 1920-talet innan man började titta närmare på utdöendet då man länge trott att de helt enkelt varit för primitiva och icke-anpassningsbara för att konkurrera med däggdjuren.. Genom åren har det presenterats en mängd teorier om vad som var orsaken till att dinosaurierna dog ut. Många av de äldre teorierna var dåligt underbyggda och tog inte hänsyn till att så många andra djurgrupper också utrotades. Bara 5 miljoner år före kritaperiodens slut (en kort tid i geologiska sammanhang) tycks det ha funnits fler dinosauriearter än någonsin tidigare.
Några tidiga eller osannolika förslag på orsaker till massutdöendet:
- En hormonsjukdom uppstod hos dinosaurierna som gjorde äggskalen för hårda eller kanske för mjuka.[31]
- Ändrad omgivningstemperatur gjorde att bara dinosaurier av ett kön kläcktes. (Vi vet att temperaturen bestämmer fostrets kön hos exempelvis krokodiler.[32])
- Syrehalten på jorden sjönk så att de större djuren inte kunde överleva.[33]
- Infektionssjukdomar orsakade av virus, bakterier och parasiter.[29]
- Små däggdjur dök upp och åt upp ägg.[29]

Det faktum att det inträffade ett massutdöende fick så småningom forskarna att inse att förutsättningarna för livet på jorden måste ha förändrats radikalt i slutet av krita. En seriös teori måste förklara varför så många djurgrupper försvann, inte bara dinosaurierna. På 1970-talet föreslogs till exempel att en supernova (exploderande stjärna) inträffat alltför nära jorden, varvid den livsfarliga strålningen utrotade en stor del av livet. Nära betyder här mindre än 100 ljusår bort. Drastiska klimatförändringar, orsakade av sjunkande havsnivå, kontinentaldrift och ökad geologisk aktivitet (främst vulkanutbrott), var andra teorier som övervägdes. Det föreslogs också att dinosaurierna hade varit på tillbakagång en lång tid, och därmed inte dog ut i ett slag.

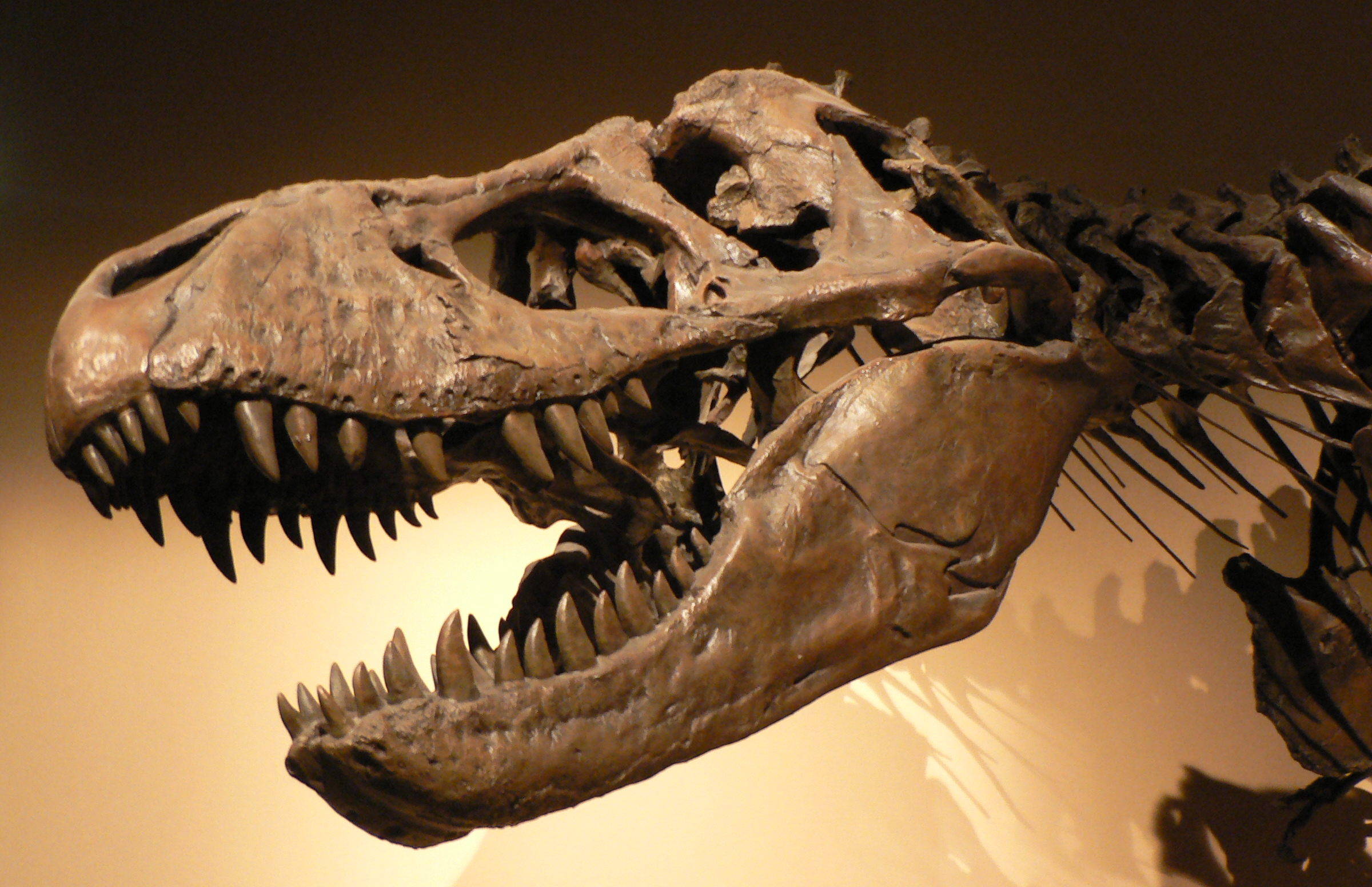
Tyrannosaurus, en av de sista och mest berömda dinosaurierna.

### En jätteasteroid
I början av 1980-talet lanserades den teori som idag betraktas som huvudorsaken av de flesta forskarna. Enligt denna teori ska en jättelik asteroid eller komet (minst 10 kilometer i diameter) ha kolliderat med jorden för 65 miljoner år sedan. Nedslagsplatsen tros ha varit Yucatánhalvön vid Mexikanska golfen. Styrkan i explosionen skulle motsvara cirka 100 biljoner (14 nollor) ton trotyl eller närmare 7 miljarder Hiroshimabomber. Det är flera tusen gånger den samlade sprängkraften i världens kärnvapenarsenal och cirka 2 miljoner gånger kraftigare än världens hittills kraftigaste vätebomb, Tsarbomben. Explosionen skulle ha utlöst gigantiska bränder runt hela världen, och sotet från dessa samt allt stoft från explosionen ska ha blockerat solljuset effektivt i åtskilliga månader, kanske flera år. Följden blev något som liknade en atomvinter. Utan solljus upphör fotosyntesen hos växterna och därmed kollapsar ekosystemen både på land och i havet. Även temperaturen skulle naturligtvis ha sjunkit drastiskt vilket skulle döda de flesta djur som inte dog av svält. Yucutánhalvön var vid den tiden ett grunt hav. Därför utlöstes antagligen megatsunamier. Det finns också en möjlighet att en hyperkan uppstod på platsen.
Teorin lanserades av Walter Alvarez, professor i geologi och geofysik, efter att han och hans far Luis Alvarez 1979 hade hittat ett tunt lager iridium i det marklager som var jordyta när katastrofen inträffade. Detta iridiumlager finns över hela världen. Iridium är ett ämne som ofta finns i meteoriter. Många var dock skeptiska till teorin.
När man i början på 1990-talet dessutom hade identifierat den jättelika Chicxulubkratern, begravd långt under marken på Yucatánhalvön i Mexiko, började opinionen i forskarvärlden att svänga. Kratern var 300 km i diameter och hade rätt ålder. Även om inte alla accepterar detta som huvudanledningen är det idag ingen seriös forskare som ifrågasätter att en kollision verkligen skedde.
En annan variant av kollisionsteorin som lanserats de senaste åren är att objektet som bildade Chicxulubkratern i själva verket bara var ett fragment från en ursprungskropp, och att flera fragment kolliderade med jorden inom loppet av bara några timmar. Utanför Indiens kust i Indiska Oceanen finns exempelvis en gigantisk krater, den så kallade Shivakratern. Den har visserligen blivit hårt nednött med tiden, men beräknas vara minst tre gånger så stor som Chixculubkratern och sägs också vara cirka 65 miljoner år gammal. Runtom i världen finns ytterligare ett antal mindre kratrar som kanske också har samma ålder.

### Enorma vulkanutbrott
Huvudalternativet till kollisionsteorin idag är att gigantiska vulkanutbrott på Indiska halvön på Deccanplatån medförde såväl att atmosfärens sammansättning ändrades som att klimatet försämrades drastiskt. Dessa utbrott medförde bland annat sura regn vilket var förödande inte minst för havslivet. Kanske förstördes även ozonskiktet varvid farlig ultraviolett strålning nådde jordytan. Förslaget är framlagt av Gerta Keller.
Det finns dock en del som talar för att båda alternativen kan vara rätt. En del forskare menar att efter en apokalyptisk explosion orsakad av kollisionen i nuvarande Mexiko kan chockvågorna som fortplantade sig genom jorden mycket väl medfört att jordskorpan splittrades på andra sidan jordklotet och då hamnar vi i centrala Indien. Det skulle då vara orsaken till de enorma vulkanutbrotten. Båda teorierna kan vara delar i en helhet som medförde de större dinosauriegruppernas, och andra dåtida gruppers, utdöende.

### Efter Mesozoikum
Vad som än var orsaken, tog mesozoikum slut och följdes av kenozoikum, det "nya livets tidsålder". Det tomrum som de större dinosaurierna lämnade efter sig fylldes så småningom av däggdjuren som tidigare fört en undanskymd tillvaro (dock var inte alla däggdjur små och undanskymda under mesozoikum. Ett av de större, Repenomamus, växte till en meter i längd verkar ha livnärat sig på små dinosaurier) och i luften tog fåglarna, de enda överlevande dinosaurierna, definitivt över herraväldet sedan pterosaurierna dött ut.

## Inom populärkultur
Dinosaurier är oerhört populära, inte minst bland minderåriga. Även media rapporterar ofta när nya spännande fynd görs, mycket oftare än det publiceras nyheter om andra utdöda grupper. Den främsta orsaken till att dessa djur fascinerar så många människor är säkert storleken på de mest kända dinosaurierna som Brachiosaurus, Diplodocus, Shantungosaurus, Tyrannosaurus m.fl. De största dinosaurierna var utan konkurrens de största landlevande djur som någonsin existerat vilket har gjort deras roll i populärkulturen enorm genom att medverka i spel, filmer, tidningar och dokumentärer. Vidare var mängder av andra dinosaurier (som inte var sauropoder) betydligt större än elefanter. Samtidigt fanns det i andra ändan av storleksskalan många riktigt små dinosaurier, de minsta inte större än en kyckling. Mellan de allra största och minsta fanns det mängder med former - fruktade köttätare, fredliga växtätare, en del fyrbenta, andra tvåbenta, dinosaurier med kroppspansar, horn etc. Gruppen omfattar således ett brett spektrum av olika djur, alla dock anpassade till den miljö de levde i vilket gör det mycket intressant att lära sig mer om dem och ger även en rad möjligheter att porträttera dem i populärkulturen.

## Släktträd
- Dinosauria
  - †Saurischia

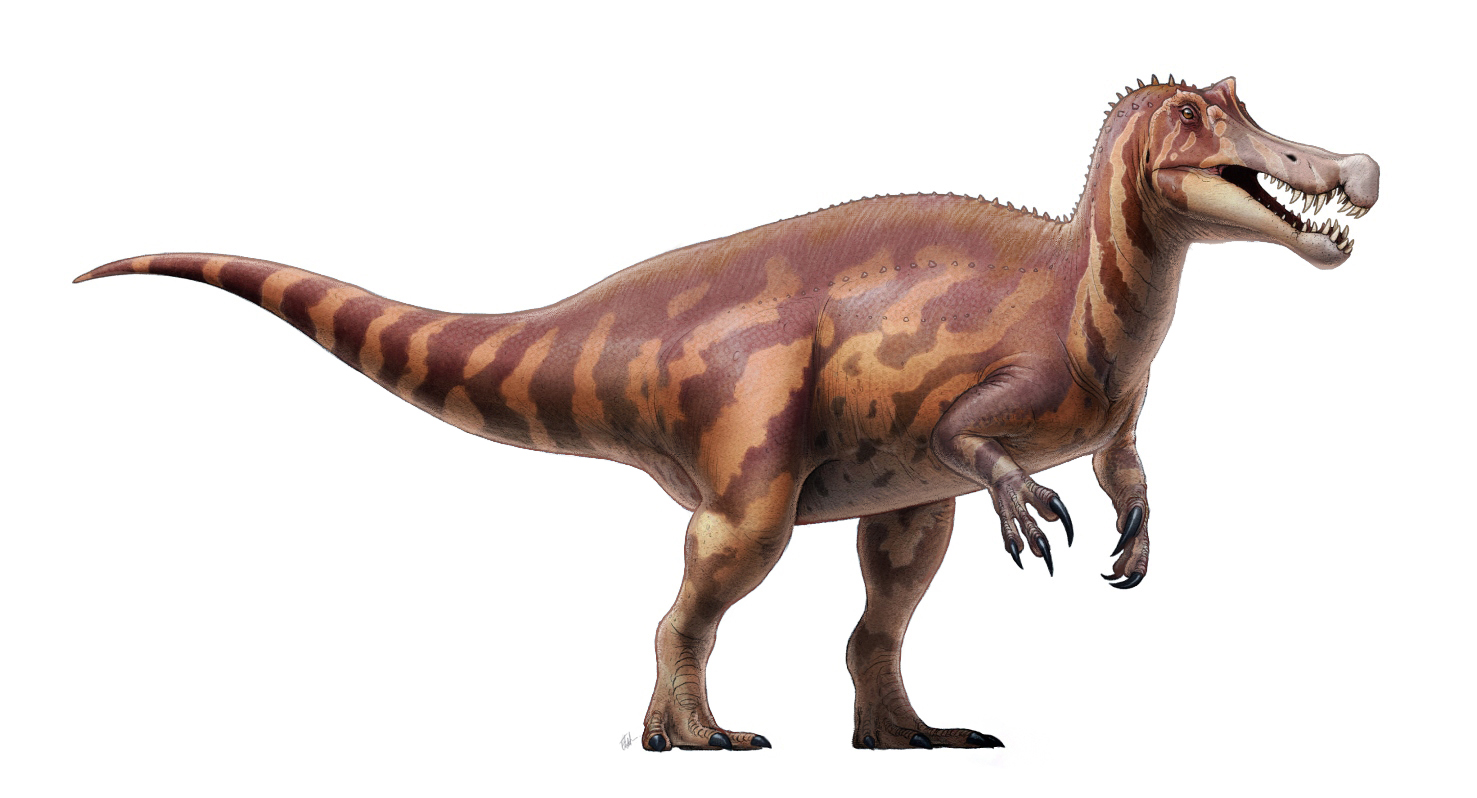
Irritator, en theropod ur familjen Spinosauridae.

    - †Herrerasauria (till exempel Herrerasaurus)
    - †Sauropodomorpha
      - †Plateosauridae (till exempel Plateosaurus)
      - †Gauibasauridae (till exempel Guaibasaurus)
      - †Riojasauridae (till exempel Riojasaurus)
      - †Massospondylidae (till exempel Massospondylus)
      - †Sauropoda
        - †Vulcanodontidae (till exempel Vulcanodon)
        - †Eusauropoda
          - †Cetiosauridae (till exempel Cetiosaurus)
          - †Turiasauria (till exempel Galveosaurus)
          - †Neosauropoda
            - †Diplodocoidea (till exempel Apatosaurus och Diplodocus)
            - †Macronaria
              - †Brachiosauridae (till exempel Brachiosaurus)
              - †Titanosauria (till exempel Titanosaurus och Saltasaurus)

  - Ornithoscelida
    - †Ornithischia
      - †Heterodontosauridae (till exempel Heterodontosaurus)
      - †Thyreophora
        - †Scelidosauridae (till exempel Scelidosaurus)
        - †Stegosauria
          - †Huayangosauridae (till exempel Huayangosaurus)
          - †Stegosauridae (till exempel Stegosaurus och Kentrosaurus)

        - †Ankylosauria
          - †Nodosauridae (till exempel Edmontonia och Nodosaurus)
          - †Ankylosauridae (till exempel Ankylosaurus och Tarchia)

      - †Neornithischia
        - †Thescelosauridae (till exempel Thescelosaurus och Parksosaurus)
        - †Ornithopoda
          - †Elasmaria (till exempel Trinisaura och Macrogryphosaurus)
          - †Dryosauroidea (till exempel Dryosaurus)
          - †Ankylopollexia
            - †Iguanodontidae (till exempel Ouranosaurus och Iguanodon)
            - †Hadrosauroidea (till exempel Hadrosaurus, Parasaurolophus och Lambeosaurus)

        - †Marginocephalia
          - †Pachycephalosauria (till exempel Pachycephalosaurus)
          - †Ceratopsia
            - †Psittacosauridae (till exempel Psittacosaurus)
            - †Leptoceratopsidae (till exempel Leptoceratops)
            - †Chaoyangsauridae (till exempel Chaoyangsaurus)
            - †Bagaceratopsidae (till exempel Bagaceratops och Gobiceratops)
            - †Protoceratopsidae (till exempel Protoceratops)
            - †Ceratopsoidea (till exempel Styracosaurus, Pachyrhinosaurus, Chasmosaurus och Triceratops)

    - Theropoda
      - †Coelophysoidea (till exempel Coelophysis)
      - †Dilophosauridae (till exempel Dilophosaurus)
      - †Ceratosauria
        - †Ceratosauridae (till exempel Ceratosaurus)
        - †Abelisauroidea (till exempel Majungasaurus och Carnotaurus)

      - Tetanurae
        - †Megalosauroidea
          - †Megalosauridae (till exempel Torvosaurus och Megalosaurus)
          - †Spinosauridae (till exempel Spinosaurus och Baryonyx)

        - †Carnosauria
          - †Metriacanthosauridae (till exempel Metriacanthosaurus)
          - †Allosauridae (till exempel Allosaurus)
          - †Carcharodontosauridae (till exempel Carcharodontosaurus och Giganotosaurus)

        - Coelurosauria
          - †Compsognathidae (till exempel Compsognathus)
          - †Tyrannosauroidea (till exempel Proceratosaurus och Tyrannosaurus)
          - †Ornithomimosauria (till exempel Deinocheirus och Struthiomimus)
          - †Alvarezsauroidea (till exempel Alvarezsaurus)
          - Maniraptora
            - †Therizinosauria (till exempel Therizinosaurus och Nothronychus)
            - †Oviraptorosauria (till exempel Oviraptor)
            - †Archaeopterygidae (till exempel Archaeopteryx)
            - †Deinonychosauria (till exempel Velociraptor, Deinonychus och Troodon)
            - Avialae
              - †Scansoriopterygidae (till exempel Yi och Epidexipteryx)
              - †Omnivoropterygidae (till exempel Sapeornis)
              - †Confuciusornithidae (till exempel Confuciusornis)
              - †Enantiornithes (till exempel Zhouornis)
              - Euornithes
                - †Yanornithiformes (till exempel Songlingornis)
                - †Hesperornithes (till exempel Baptornis och Hesperornis)
                - Aves (moderna fåglar och deras utdöda släktingar)